# Ernesto Vargas
Ernesto Vargas Rodríguez (Montevideo, 1º maggio 1961) è un ex calciatore uruguaiano, di ruolo difensore, centrocampista e attaccante.

## Caratteristiche tecniche
Giocatore duttile, ricoprì i ruoli di difensore, centrocampista o attaccante, sempre disimpegnandosi sulla fascia destra.

## Carriera

### Club
Nel 1979 arrivò l'esordio in prima squadra nel Peñarol; alla sua prima stagione da professionista arrivò anche il primo titolo, la conquista nel campionato uruguaiano. Con la società giallo-nera di Montevideo proseguì una serie di vittorie in campo nazionale, ottenute tra il 1981 e il 1986; Vargas fece anche parte della rosa che vinse la Coppa Libertadores 1982. Nel 1987 lasciò la compagine capitolina per i rivali del Nacional, con cui partecipò alla doppietta Libertadores-Intercontinentale nel 1988, giocando titolare in quest'ultimo torneo, come ala destra. Nel 1989 fu acquistato dal Real Oviedo, in virtù delle proprie buone prestazioni con il Nacional. Le due società si accordarono per il prestito, e Vargas giocò 14 gare nella Primera División spagnola 1988-1989, andando a segno per due volte. Al termine della stagione, non avendo avuto particolare successo con la formazione iberica, lasciò la Spagna per tornare al Nacional. Giocò poi in Ecuador e in Perù.

### Nazionale
Con l'Uruguay Under-20 prese parte a un Mondiale di categoria, Giappone 1979. Il commissario tecnico Betancor ricorse costantemente a Vargas, schierandolo in tutte e 6 le partite disputate dalla selezione giovanile nel torneo. Al termine della competizione, Vargas registrò anche due reti messe a segno, una contro la Guinea under 20 e l'altra contro l'Ungheria under 20. Il suo esordio con la selezione maggiore avvenne il 26 settembre 1979, nell'ambito della Copa América 1979, subentrando ad Alonso contro il Paraguay a Montevideo. Nel 1980 fu convocato per il Mundialito; giocò contro l'Paesi Bassi, disputando gli ultimi 15 minuti della gara. Raccolse il suo ultimo gettone di presenza il 13 settembre 1981.

## Palmarès

### Club

#### Competizioni nazionali
- Campionato uruguaiano: 5

Peñarol: 1979, 1981, 1982, 1985, 1986

#### Competizioni internazionali
- Coppa Libertadores: 2

Peñarol: 1982
Nacional: 1988
- Coppa Intercontinentale: 1

Nacional: 1988

### Nazionale
- Coppa d'Oro dei Campioni del Mondo: 1

1980

### Individuale
- Equipo Ideal de América: 1

1988